# عملات الدولار الأسترالي
طرحت عملات الدولار الأسترالي في الأسواق في 14 فبراير 1966 مع أنها لم تكن تتضمن في ذلك الوقت عملات الدولار الواحد أو الدولارين. وكان الدولار يعادل في قيمته 10 شلنات (نصف جنيه) بالعملة السابقة.

## العملة العادية
أعلنت دار سك العملة الملكية الأسترالية أنه بعد وفاة الملكة إليزابيث الثانية في عام 2022 ستنتج مليون عملة معدنية بقيمة دولار واحد تحمل وجه الملك تشارلز في عام 2023 مع استبدال الصورة الجديدة بالكامل بصور تذكارية مؤقتة للملكة إليزابيث الثانية بحلول مايو 2024. جميع العملات السابقة كانت تحمل صورة الملك على الوجه الأمامي. فمنذ استخدام النظام العشري قاموا باستخدام أربعة صور مختلفة للملكة إليزابيث الثانية - ملكة أستراليا لهذا الغرض. حيث صمم التمثال الأول أرنولد ماشين والثاني صممه رافائيل ماكلوف والثالث إيان رانك-برودلي أما الرابع فصممه الفنان جودي كلارك. وقد نُسقت جميعها مع التصاميم التي وضعها الفنان الأسترالي المولد ستيوارت ديفلين على الجانب الخلفي. كما تشتمل المجموعة الآن على عملة معدنية بقيمة 50 سنتًا و20 سنتًا و10 سنتات و5 سنتات ولا تزال جميعها تُعرف باسم "الفضة" مع أنها تتكون من 75% نحاس و25% نيكل. لمدة سنوات عديدة كانت هناك أيضًا عملات معدنية بقيمة 2 سنت و1 سنت والتي كانت تسمى تقليديًا عملات "نحاسية" مع أنها في الواقع عبارة عن سبيكة من النحاس والزنك.
كما ويمكن عد العملات "الفضية" من فئة 5 سنت و10 سنتات و20 سنتاً حسب قيمتها باستخدام وزنها وذلك دون الحاجة إلى عد القطع الفردية حيث أن لها نفس الوزن لكل قيمة -بنسبة 0.565 جرام أو 56.5 جرام- لكل دولار. وهذا يسمح للبنوك بحساب قيمة مجموعة من أي مجموعة من تلك العملات.
كانت العملة الأصلية بقيمة 50 سنتًا دائرية وتحتوي على 80% من الفضة و20% من النحاس وسرعان ما أصبحت قيمة المعدن في العملة أكثر من 50 سنتًا. وقد كانت مواصفاتها الأبعادية متطابقة تقريبًا مع العملة المعدنية البريطانية نصف التاج. ومع ذلك ولتجنب الخلط بينها وبين عملة العشرين سنتًا -وبسبب قيمتها الزائدة- قاموا بإنتاجها لمدة عام واحد فقط ثم سحبوها من التداول. ولم تسك أي عملة معدنية بقيمة 50 سنتًا في عام 1967 أو عام 1968. أصدرت العملة المعدنية على شكل اثني عشر وجهاً بدءاً من عام 1969 مع أن النسخة ذات الـ 12 وجهاً سكت في عامي 1966 و1967 كقطعة عينة لاختبار التصميم. أما التصميم القياسي في كلا نسختي العملة فهو نفسه: يحمل الوجه صورة الملك ويظهر الوجه الخلفي شعار النبالة لأستراليا وذلك مع أن العملة صدرت بتصميمات قياسية وتذكارية.
النسخة الاثنى عشرية لها كتلة تبلغ 15.55 جرام وقطرها يساوي 31.5 مم وكانت النسخة الفضية المستديرة تزن 13.28 جرام وقطرها مساوٍ لـ31.5 مم. كما أن 94.13 قطعة نقدية مستديرة من فئة 50 سنتاً تشكل كيلوغرامًا معقولاً من الفضة.
طرحت العملات الذهبية بقيمة دولار واحد ودولارين في ثمانينيات القرن العشرين. كما طرحت عملة الدولار الواحد في عام 1984 لتحل محل الأوراق النقدية التي تحمل نفس القيمة. وطرحت العملة المعدنية بقيمة دولارين -والتي حلت أيضًا محل الأوراق النقدية- في عام 1988. حيث تحتوي على 2% نيكل و6% ألومنيوم و92% نحاس. إن العملة المعدنية بقيمة دولارين أصغر قطراً من العملة المعدنية بقيمة دولار واحد ولكن العملة المعدنية بقيمة دولارين أكثر سمكًا قليلًا.
ونتيجة لتجاوز المعدن للقيمة الاسمية قاموا بإيقاف سك العملات المعدنية من فئة سنت واحد وسنتين في عام 1991 وسُحبتا من التداول بدءاً من عام 1992. واعتبارًا من 1991 سكت كلتا العملات المعدنية فقط كقطع لهواة الجمع كما حدث في عام 2006 كجزء من مجموعة "عام السك". تتمتع العملات المعدنية الأسترالية بتوجه ميدالي كما هو الحال مع معظم عملات الكومنولث الأخرى وعملات الين الياباني وعملات اليورو. وهذا على النقيض من اتجاه العملة والذي يستخدم في سك العملة في الولايات المتحدة.
كما أنه بعد وفاة الملكة إليزابيث الثانية وتغيير ملكها بدأ سك العملات الأسترالية الجديدة مع وضع صورة الملك تشارلز الثالث على وجهها في ديسمبر 2023. وكانت عملة الدولار الواحد هي أول عملة يقومون بتغييرها مع تغيير الفئات المتبقية بشكل دوري بناءً على طلب البنك.

### جدول
| الصورة | الصورة                            | القيمة | المعاملات التقنية                         | المعاملات التقنية | المعاملات التقنية | المعاملات التقنية                 | الوصف              | الوصف                                                          | الوصف                               | تاريخ السك الأول             |
| وجه العملة | ظهر العملة                        | القيمة | القطر                                     | السماكة           | الوزن             | التركيب                           | الحافة             | وجه العملة                                                     | ظهر العملة                          | تاريخ السك الأول             |
| --- | --------------------------------- | ------ | ----------------------------------------- | ----------------- | ----------------- | --------------------------------- | ------------------ | -------------------------------------------------------------- | ----------------------------------- | ---------------------------- |
| | ملف:Australian 1c Coin.png        | 1c     | 17.65 mm                                  | >1.4 mm           | 2.60 g            | 97% copper 2.5% zinc 0.5% tin     | Plain              | Queen Elizabeth II                                             | بهلوان (حيوان)                      | 1966–1991 (no longer issued) |
| | ملف:Australian 2c Coin.png        | 2c     | 21.59 mm                                  | <1.9 mm           | 5.20 g            | 97% copper 2.5% zinc 0.5% tin     | Plain              | Queen Elizabeth II                                             | Frill-necked lizard                 | 1966–1991 (no longer issued) |
| | ملف:Australian Five Cents Rev.png | 5c     | 19.41 mm                                  | 1.3 mm            | 2.83 g            | نيكل نحاسي 75% copper 25% nickel  | Reeded             | Queen Elizabeth II (1966-2024) King Charles III (2024-Present) | نضناض                               | 1966                         |
| | ملف:Australian 10c Coin.png       | 10c    | 23.60 mm                                  | 1.5 mm            | 5.65 g            | نيكل نحاسي 75% copper 25% nickel  | Reeded             | Queen Elizabeth II (1966-2024) King Charles III (2024-Present) | طائر قيثاري                         | 1966                         |
| | ملف:Australian 20c Coin.png       | 20c    | 28.65 mm                                  | 2.0 mm            | 11.3 g            | نيكل نحاسي 75% copper 25% nickel  | Reeded             | Queen Elizabeth II (1966-2024) King Charles III (2024-Present) | خلد الماء                           | 1966                         |
| | ملف:Australian 50c Coin.png       | 50c    | اثنا عشري الأضلاع 31.65 mm (across flats) | 2.0 mm            | 15.55 g           | نيكل نحاسي 75% copper 25% nickel  | Plain              | Queen Elizabeth II (1969-2024) King Charles III (2024-Present) | Coat of arms                        | 1969                         |
| |                                   | $1     | 25.00 mm                                  | 2.8 mm            | 9.00 g            | 92% copper 6% aluminium 2% nickel | Interrupted milled | Queen Elizabeth II (1984-2023) King Charles III (2023-Present) | Five kangaroos                      | 1984                         |
| | ملف:Australian $2 Coin.png        | $2     | 20.50 mm                                  | 3.0 mm            | 6.60 g            | 92% copper 6% aluminium 2% nickel | Interrupted milled | Queen Elizabeth II (1988-2024) King Charles III (2024-Present) | Aboriginal elder and Southern Cross | 1988                         |
| هذه الصور هي بمقياس 2.5 بكسل لكل ملم. For table standards, see the coin specification table. دار سك العملة الملكية الأسترالية. |                                   |        |                                           |                   |                   |                                   |                    |                                                                |                                     |                              |

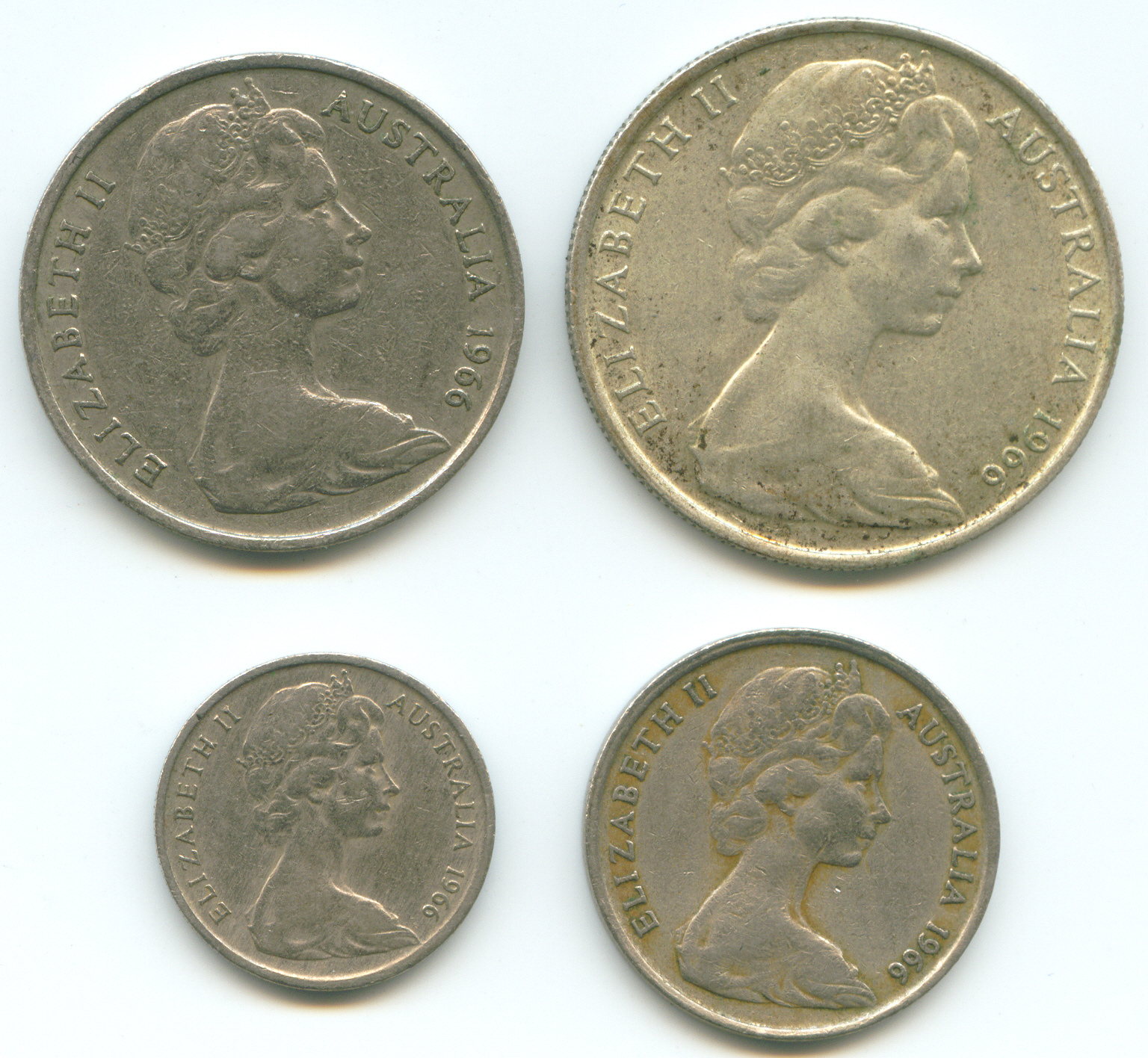
تمثال إليزابيث الثانية من تصميم أرنولد ماشين معروض على العملات المعدنية التي سُكّت عام 1966

## العملات التذكارية
أنتجت العملات التذكارية لفئات مختلفة في سنوات مختلفة مع صور تمثل حدثاً يحل محل التصميم المعتاد على الجانب الخلفي من العملة. ففي بعض السنوات يقومون باستبدال جميع العملات المعدنية من تلك الفئة بتصميم مختلف لذلك العام. وفي حالات أخرى لا يوجد سوى بضعة ملايين من العملات المعدنية التي تحمل تصميماً تذكارياً كما تصدر أيضاً عملات معدنية ذات وجه عكسي قياسي.
لم تنتج أي إصدارات تذكارية من عملة 1 سنت أيضاً باستثناء إصدار عام 2016 لم تكن هناك إصدارات تذكارية من عملات الـ5 سنت والـ10 سنتات. أصدرت عملة معدنية خاصة بقيمة 2 سنت تعرض أحد التصميمات البديلة لستيوارت ديفلين. طرحت العديد من الإصدارات التذكارية من العملة المعدنية بقيمة 50 سنتاً في التداول العام منذ عام 1970. كما صدر أول إصدار تذكاري لعملة معدنية 1 في عام 1986 وأول إصدار تذكاري لعملة معدنية بقيمة 20 سنتاً في عام 1995 وأول إصدار تذكاري لعملة معدنية 2 في عام 2012. حيث تتراوح أعداد العملات المعدنية المسجلة لهذه العملات ما بين حوالي 500 ألف إلى حوالي 50 مليوناً.
بدأت الدار في إنتاج إصدارات تذكارية لم تكن مخصصة للتداول في عام 1992. وتتراوح عمليات سك هذه العملات المعدنية المُبلّغ عنها من حوالي 5000 إلى حوالي 125000 مع الاستثناء الملحوظ للعملات المعدنية الأربع فئة 25 سنتاً في عام 2016 والتي سكت مليون قطعة منها.
للاحتفال بمرور 50 عاماً على العملة العشرية أصدر تصميم تذكاري للوجه الأمامي للعملات المعدنية في عام 2016. حتى الآن هذا هو الإصدار الوحيد الذي يظهر فيه التصميم التذكاري على الوجه الأمامي وليس على الوجه الخلفي.

## عملات معدنية قابلة للتحصيل
تصدر دار سك العملة الملكية الأسترالية بانتظام عملات معدنية قابلة للتحصيل ومن أشهرها سلسلة العملات الذهبية بقيمة مائتي دولار والتي صدرت في الفترة من 1980 إلى 1994. إن العملات المعدنية الأسترالية القابلة للتحصيل هي كلها عملات قانونية ويمكن استخدامها مباشرة كعملة أو تحويلها إلى عملة "عادية" في البنك. حيث تشمل المعادن البرونز والألمنيوم والفضة والذهب والعملات المعدنية ثنائية المعدن. تصدر عملات الناجتس بالأونصات الطروادية والكسور أو الكيلوجرامات وتأتي بالذهب والبلاتين ويقيم بعضها بالدولار والبعض الآخر بقيمة وزنها.

## الملاحظات
1. ↑  Roy, Tahlia (4 Oct 2023). "Royal Australian Mint unveils image of King Charles III set to appear on $1 coins before end of this year". ABC News (بAustralian English). Archived from the original on 2025-01-16.
2. ↑  Royal Australian Mint (5 Oct 2023). "King Charles III Effigy - Frequently Asked Questions". Royal Australian Mint (بالإنجليزية). Australian Government. Archived from the original on 2025-04-17. Retrieved 2023-10-19.
3. ↑  A guide to Australian decimal coins، 20 أبريل 2017، مؤرشف من الأصل في 2018-01-25
4. ↑  Royal Australian Mint. "One Cent". مؤرشف من الأصل في 2025-05-21. اطلع عليه بتاريخ 2025-04-23.
5. ↑  Royal Australian Mint (24 نوفمبر 2005). "Australia's favourite coins return to mark the 40th anniversary of decimal currency". مؤرشف من الأصل في 2025-04-09. اطلع عليه بتاريخ 2025-04-23.
6. 1 2  "King Charles III now on Australian coins". Treasury. Commonwealth of Australia. 7 ديسمبر 2023. مؤرشف من الأصل في 2025-04-07. اطلع عليه بتاريخ 2024-01-16.
7. 1 2 3  "King Charles III features on rolled coins". Treasury. اطلع عليه بتاريخ 2024-03-05.
8. ↑  coin designs and what we make، Royal Australian Mint، مؤرشف من الأصل في 11 February 2014
9. ↑  "Australian 200 Dollar Coins". The Australian Coin Collecting Blog. 28 يونيو 2001. مؤرشف من الأصل في 2025-01-21. اطلع عليه بتاريخ 2023-11-05.
10. ↑  frequently asked questions، Royal Australian Mint، مؤرشف من الأصل في 2014-02-11
11. ↑  Pitt 2000، صفحات 90–100.
12. ↑  Pitt 2000، صفحات 101–109.